# 喀拉库勒湖 (塔吉克斯坦)
喀拉库勒湖是塔吉克斯坦的鹹水湖，位於帕米爾高原北部，長33公里、寬23公里，面積380平方公里，海拔高度3,914米，平均水深112米，最大水深230米，鹽量每公升10克。